# آخزیولند
آخزیولند (به انگلیسی: Akhzivland) یک ریزکشور بین نهاریا و لبنان در سواحل غرب اسرائیل است که در شمالی‌ترین نقطه و در زیر لبنان قرار دارد. این کشور در سال ۱۹۷۱ توسط اِلی اِویوی از اسرائیل جدا شد و اعلام استقلال کرد و در فهرست وزارت گردشگری اسرائیل قرارگرفت، هرچند دولت اسرائیل هرگز آخزیولند را به رسمیت نشناخته است.

رییس جمهور آخزیولند

اِلی اِویوی حکمران این ریزکشور یک ایرانی‌الاصل بود که در کودکی از ایران مهاجرت کرده بود و قریب به نیم قرن رهبر این کشور بود. همسر او، رینا، بانوی اول این کشور است. الی اویوی رهبر ریزکشور آخزیولند در ۱۸ می ۲۰۱۸ درگذشت.

## تاریخچه
محل کنونی آخزیولند در نزدیکی خرابه‌های شهر اَخزیو قرار دارد. در کتاب یوشع، اخزیو به‌عنوان یکی‌از نُه شهر پادشاهی یهودا نام برده شده‌است و تا سال ۱۹۴۸ دارای سکنه بود.
الی اویوی در ایران به دنیا آمد. در سن دو سالگی همراه پدرش از راه دریا به سرزمین فلسطین تحت کنترل بریتانیا، آمد و پس‌از چندی و در سال ۱۹۵۲ به این منطقه نقل مکان نمود.

## مشخصات سیاسی[۲]
- رئیس کشور و رئیس‌جمهور مادام‌العمر: الی اویوی
- مساحت: ۱.۴ هکتار (یا ۱۴ هزارم کیلومتر مربع)
- جمعیت: ۲ نفر
- مرز خودخوانده: شمال – رود کزیو، جنوب – تپه بوک‌بوک، شرق – جاده آنتیوچ، غرب – دریای مدیترانه
- اقتصاد: توریسم، موزه شخصی رایگان
- پرچم: پری دریایی روی پس‌زمینه ساختمان قدیمی آخزیو
- تعداد کشورهایی که به رسمیت می‌شناسند: صفر